# Natasha Dowie
Natasha Dowie est une footballeuse internationale anglaise née le 30 juin 1988 à Abou Dabi. Elle joue au poste d'attaquante. Elle est active entre 2004 et 2024. Son oncle est Iain Dowie, également footballeur et international nord-irlandais.

## Carrière
En janvier 2016 elle rejoint l’équipe de Doncaster.
Le 28 juin 2021, elle rejoint Reading.
Le 31 janvier 2023, elle est prêtée à Liverpool.

## Palmarès

### En équipe
- Champion de la WSL1 en 2013 et 2014 avec Liverpool Ladies.

### Individuelles
- 2013 - Meilleur buteuse de l'an 2013.
- 2013 - Joueuse de la saison 2013.
- 2013-14- Membre de l'équipe type de WSL